# Villenauxe-la-Grande

Villenauxe-la-Grande este o comună în departamentul Aube din nord-estul Franței. În 1 ianuarie 2022 avea o populație de 2.604 de locuitori.